# Domba (Mali)
Pour les articles homonymes, voir Domba.
Domba est une localité et une commune rurale du Mali de l'arrondissement de Sanso, dans le cercle de Koumantou et la région de Bougouni.

## Villages
La commune s'étend sur 17 localités relevées lors du recensement général de 2009. 
Les villages les plus peuplés sont :
- Domba (1 624 habitants) ;
- Kékoro (1 581 habitants) ;
- Falabada Siobou (1 123 habitants).